# 박인권
박인권(朴寅權, 1954년 ~ )은 서울특별시에서 태어난 대한민국의 만화가이다.

## 이력
- 1973년 명랑만화를 주로 그리던 하고명 화백의 문하생으로 만화에 입문.
- 1978년 '황청'이라는 이름으로 데뷔하였다.[1]
- 1980년 만화 '무당나비'
- 2002년 굿데이신문 대물 연재
- 대만 대현유한공사와 전속계약, 갈채 연재
- 2004년 쩐의 전쟁 연재.

## 작품
- 1990년 《칼새 신디게이트》
- 1991년 《의의 대가 (義의 大家)》
- 1991년 《칼새 미스터 캡틴》
- 1992년 《제왕 (帝王)》
- 1993년 《암호명 칼새》
- 1996년 《천장지구 (天長地久)》
- 1997년 《독도 침공》
- 1997년 《깜빵 빵잡이》
- 1997년 《깜빵 작두칼》
- 1998년 《깜빵 평양여감방》
- 1998년 《깜빵 범털》
- 1998년 《탈옥수 신창원》
- 1998년 《깜빵 금고털이》
- 1998년 《여감방》
- 1998년 《야인》
- 1998년 《올가미》
- 1998년 《처형자》
- 1999년 《소경 킬러》
- 1999년 《서해전》
- 1999년 《서해전 2부》
- 1999년 《파출소습격사건 곤조통》
- 1999년 《깜빵 사형전야》
- 1999년 《왕도둑》
- 2000년 《도둑전설》
- 2000년 《도둑전설 천재도둑》
- 2000년 《폭 (暴)》
- 2000년 《악 (惡)》
- 2000년 《살인게임》
- 2000년 《사 (死)》
- 2000년 《큰놈들》
- 2000년 《미아리 막가파》
- 2001년 《독사》
- 2001년 《미아리》
- 2001년 《도살》
- 2001년 《학교 가자》
- 2001년 《공격수 박쥐》
- 2001년 《복수》
- 2001년 《미아리 2부》
- 2001년 《뉴욕 테러》
- 2001년 《달마야 놀자》
- 2001년 《학교 가자 2부》
- 2001년 《북파》
- 2001년 《델타》
- 2002년 《악마》
- 2002년 《군마야 놀자》
- 2002년 《비정객》
- 2002년 《토막내기》
- 2002년 《공동의 적》
- 2002년 《시체 청소부》
- 2002년 《군마야 놀자 2부》
- 2002년 《용의 발톱》
- 2002년 《항적》
- 2002년 《잔혹》
- 2002년 《무식한 놈 독고다이》
- 2002년 《내가 니 딱가리냐?》
- 2002년 《극살》
- 2002년 《핑양조폭》
- 2002년 《극살 아마게돈 편》
- 2002년 《악살》
- 2002년 《극살 그 이후》
- 2002년 《관악산 괴물》
- 2002년 《애화》
- 2002년 《깍두기》
- 2003년 《두목》
- 2003년 《제왕 전(戰)》
- 2003년 《두목 2부 태양의 아들》
- 2003년 《스펙호크 - 충격과 공포》
- 2003년 《바릉생알》
- 2003년 《스펙호크 2부 지옥보다 깊은 곳》
- 2003년 《무뇌아》
- 2003년 《빵간에 산다》
- 2003년 《흉기》
- 2003년 《잡놈》
- 2004년 《인생역전》
- 2004년 《대물 최강의 고수제비》
- 2004년 《살인의 추억》
- 2004년 《작살》
- 2004년 《여자 뼁끼통》
- 2004년 《범죄학교》
- 2004년 《범죄의 구성 인간흉기》
- 2004년 《악인잔혹사》
- 2004년 《개 같은 인생》
- 2004년 《실미도》
- 2004년 《살인보이》
- 2004년 《연쇄살인보이》
- 2004년 《광란의 살인보이》
- 2004년 《제3의 전쟁》
- 2004년 《군빵》
- 2004년 《타락천사》
- 2004년 《영웅시대》
- 2004년 《쩐의 전쟁 돈맛편》
- 2004년 《귀 (鬼)》
- 2005년 《절대자》
- 2005년 《적 (敵)》
- 2005년 《살 (殺)》
- 2005년 《킬러의 노래》
- 2005년 《대도 (大盜)》
- 2005년 《광견》
- 2005년 《살인광시곡》
- 2005년 《인간 사냥꾼》
- 2005년 《냉혈인간》
- 2005년 《악의 꽃》
- 2005년 《킬러의 살생부》
- 2005년 《쩐의 전쟁 2부 돈귀신 편》
- 2005년 《킬러본능》
- 2005년 《검은 암살자》
- 2005년 《살인의 기술》
- 2006년 《한반도 - 대한민국 최악의 날》
- 2006년 《쩐의 전쟁 3부 돈황제 편》
- 2006년 《남과 북 태양의 전설 편》
- 2006년 《삐딱한 인생》
- 2007년 《악인은 지옥으로》
- 2007년 《남과 북 붉은 제국 편》
- 2007년 《쩐의 전쟁 베스트 컬렉션》
- 2007년 《쩐의 전쟁 4부 개 같은 돈》
- 2007년 《깜빵》
- 2007년 《북인자객》
- 2008년 《깽판》
- 2008년 《열혈장사꾼》
- 2008년 《무서운 달인》
- 2008년 《깜빵인》
- 2008년 《황금벌레》
- 2008년 《잔학무도》
- 2008년 《여자전쟁》
- 2008년 《배반의 쓴맛》
- 2009년 《인간말종》
- 2009년 《들개의 눈물》
- 2009년 《깡생깡사》
- 2009년 《악종과 독종》
- 2009년 《평양선》
- 2010년 《군사부일체》
- 2010년 《전갈》
- 2010년 《신의 남자》
- 2010년 《찝찔한 관계》
- 2010년 《독한놈》
- 2010년 《빚 받으러 왔다》
- 2011년 《잔혹한 게임》
- 2011년 《도둑놈》
- 2011년 《악인종결자》
- 2011년 《들개》
- 2011년 《살 떨리는 수어지교》
- 2011년 《국수의 신》
- 2012년 《심장이 뛴다》
- 2012년 《주왕》
- 2012년 《내 인생 무지막지》
- 2012년 《남한산성》
- 2012년 《사자 광야에 서다 1부 태양의 남자》
- 2012년 《노숙왕》
- 2012년 《사자 광야에 서다 2부 하늘의 약속》
- 2013년 《말뚝이》

외 다수.
《핵잠유령》, 《미아리 열혈강자》, 《대벌》

## 영상화된 작품
| 연도 | 장르   | 채널 | 원작              | 작품명                     | 출연                                   |
| ---- | ------ | ---- | ----------------- | -------------------------- | -------------------------------------- |
| 2007 | 드라마 | SBS  | 《쩐의 전쟁》     | 《쩐의 전쟁》              | 박신양, 박진희, 김정화, 신동욱         |
| 2008 | 드라마 | tvN  | 《쩐의 전쟁》     | 《쩐의 전쟁 the Original》 | 박정철, 조여정, 신구, 권용운           |
| 2009 | 드라마 | KBS2 | 《열혈 장사꾼》   | 《열혈 장사꾼》            | 박해진, 조윤희, 채정안, 최철호         |
| 2010 | 드라마 | SBS  | 《대물》          | 《대물》                   | 고현정, 권상우, 차인표, 이수경         |
| 2013 | 드라마 | SBS  | 《대물 - 야왕전》 | 《야왕》                   | 권상우, 수애, 김성령, 유노윤호         |
| 2016 | 드라마 | KBS2 | 《국수의 신》     | 《마스터 - 국수의 신》     | 천정명, 조재현, 정유미, 이상엽, 공승연 |